# Scalenghe
Scalenghe ist eine Gemeinde in der italienischen Metropolitanstadt Turin (TO), Region Piemont.

## Lage und Einwohner
Scalenghe liegt 31 Straßenkilometer südwestlich von Turin. Das Gemeindegebiet umfasst eine Fläche von 31 km² und hat 3200 Einwohner (Stand 31. Dezember 2023). 
Die Nachbargemeinden sind None, Pinerolo, Airasca, Piscina, Castagnole Piemonte, Buriasco und Cercenasco.

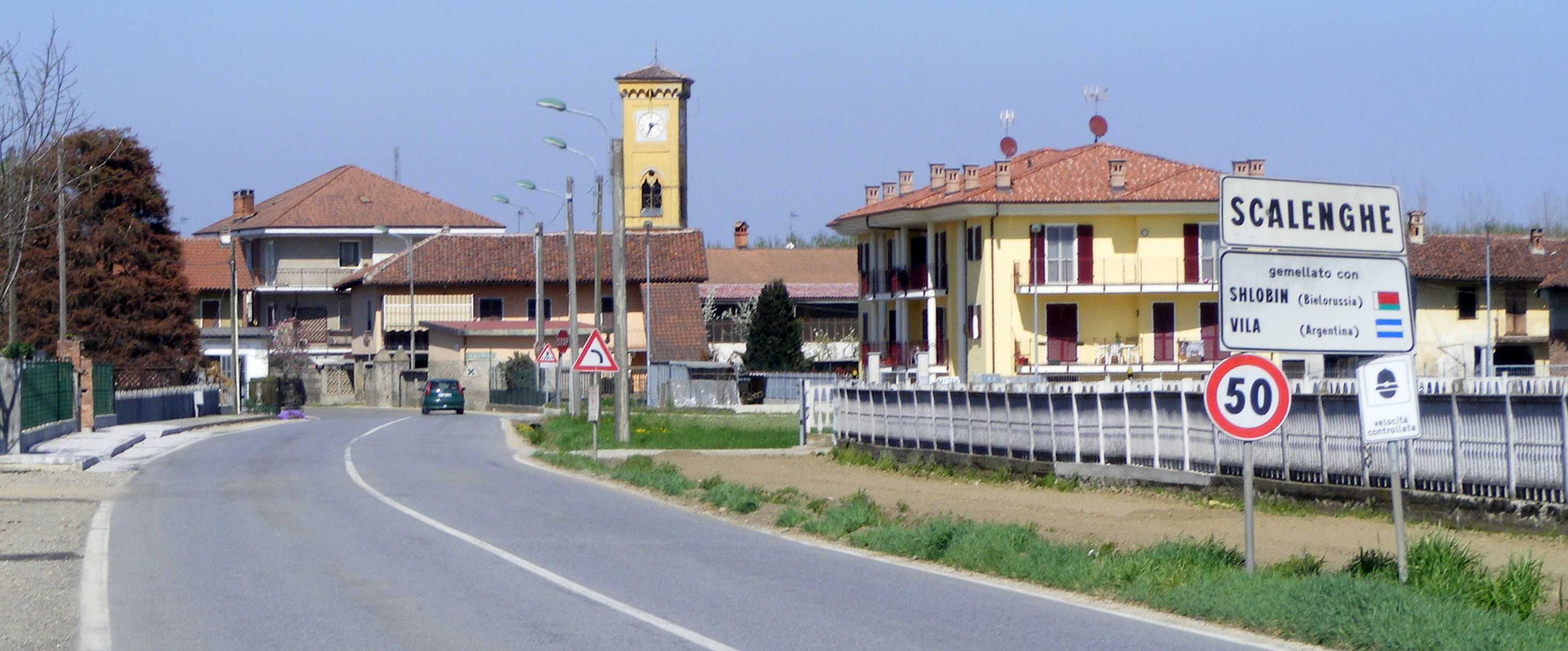
Panorama

## Geschichte
Der Ortsname findet sich zum ersten Mal in der Gründungsurkunde der Abtei Cavour des Bischofs von Turin Landolfo aus dem Jahr 1037 und weist in den folgenden drei Jahrhunderten zahlreiche Variationen in verschiedenen Dokumenten auf: Der germanische Ursprung der Form führt zurück zu einer lombardischen Siedlung. Nachfolgend sind die Toponyme aufgeführt: Scelenga (1037), Calenges, Schelenga (1041), Scalingiis (1148), Scalengis (1229), Scalenghis (1235), Skalengiarum (1243), Scalengiis (1356), Escalengiis (1377).

## Gemeindepartnerschaften
- Žlobin
- Vila